# Betoncourt-Saint-Pancras
Betoncourt-Saint-Pancras ist eine Gemeinde im französischen Département Haute-Saône in der Region Bourgogne-Franche-Comté.

## Geographie
Betoncourt-Saint-Pancras liegt auf einer Höhe von 283 m über dem Meeresspiegel, fünf Kilometer östlich von Vauvillers und etwa 33 km nördlich der Stadt Vesoul (Luftlinie). Das Dorf erstreckt sich im äußersten Norden des Departements, auf einer Anhöhe zwischen den Talmulden der Superbe im Westen und des Dorgeon im Osten, am Rand des Plateaus La Vôge.
Die Fläche des 6,35 km² großen Gemeindegebiets umfasst einen Abschnitt in der leicht gewellten Landschaft am Rand der Vôge. Der zentrale Teil des Gebietes wird von der Höhe von Betoncourt eingenommen, die durchschnittlich auf 280 m liegt und überwiegend landwirtschaftlich genutzt wird. Sie wird im Westen von der Talmulde der Superbe und ihrem Zufluss Ruisseau de Potier begrenzt. Im Osten erstreckt sich das Gemeindeareal in die Mulde des Dorgeon. Mit einem schmalen Zipfel reicht es in das Waldgebiet des Bois Banal und des Bois de Betoncourt. Hier wird mit 337 m in der Nähe des Gehöftes Granges Jean Mourey die höchste Erhebung von Betoncourt-Saint-Pancras erreicht.
In geologisch-tektonischer Hinsicht besteht der größere südliche Teil des Gemeindegebietes aus Muschelkalk der mittleren Trias. Nördlich daran schließt eine Zone mit sandig-mergeligen und kalkigen Sedimenten an, die während der Lias (Unterjura) abgelagert wurden. Weiter im Norden tritt auch Buntsandstein der Untertrias zutage.
Nachbargemeinden von Betoncourt-Saint-Pancras sind Fontenois-la-Ville und Fontenoy-le-Château im Norden, Dampvalley-Saint-Pancras im Osten, Girefontaine im Süden sowie Mailleroncourt-Saint-Pancras im Westen.

## Geschichte
Im Mittelalter gehörte Betoncourt-Saint-Pancras zur Freigrafschaft Burgund und darin zum Gebiet des Bailliage d’Amont. Die lokale Herrschaft hatte das Priorat Saint-Pancrace in Fontaine-lès-Luxeuil inne. Zusammen mit der Franche-Comté gelangte der Ort mit dem Frieden von Nimwegen 1678 definitiv an Frankreich.

### Bevölkerungsentwicklung
| Jahr                       | 1962 | 1968 | 1975 | 1982 | 1990 | 1999 | 2010 | 2020 |
| Einwohner                  | 56   | 60   | 50   | 49   | 50   | 67   | 51   | 44   |
| Quellen: Cassini und INSEE |      |      |      |      |      |      |      |      |

Mit 41 Einwohnern (1. Januar 2022) gehört Betoncourt-Saint-Pancras zu den kleinsten Gemeinden des Départements Haute-Saône. Nachdem die Einwohnerzahl in der ersten Hälfte des 20. Jahrhunderts deutlich abgenommen hatte (1881 wurden noch 213 Personen gezählt), wurden seit Beginn der 1960er Jahre nur noch geringe Schwankungen verzeichnet.

## Sehenswürdigkeiten

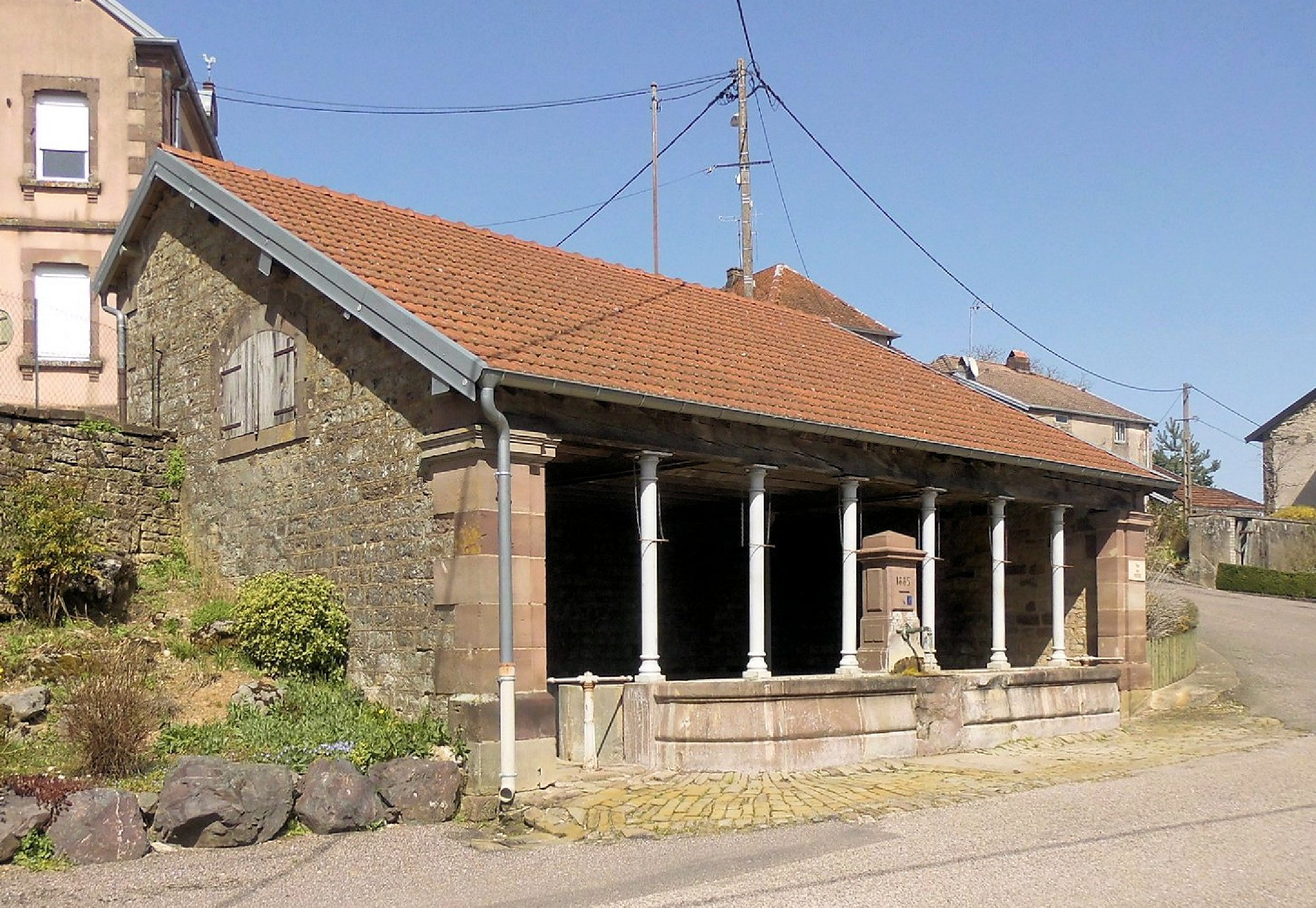
Lavoir

Die Dorfkirche von Betoncourt-Saint-Pancras wurde 1838 an der Stelle einer Kapelle neu erbaut. Sie beherbergt einen Altar im Stil Louis-seize und ein Gemälde aus dem 16. Jahrhundert. Der Ortskern ist geprägt von Häusern aus dem 18. Jahrhundert, die den traditionellen Stil der Haute-Saône zeigen, darunter ein Haus des Templerordens (um 1700) und das ehemalige Pfarrhaus (1737). Das überdachte Lavoir, das einst als Waschhaus und Viehtränke diente, wurde im 19. Jahrhundert errichtet. Am Ortsausgang steht eine Statue des heiligen Rochus (17. Jahrhundert).

Kirche St. Pankratius-St. Rochus in Betoncourt-Saint-Pancras
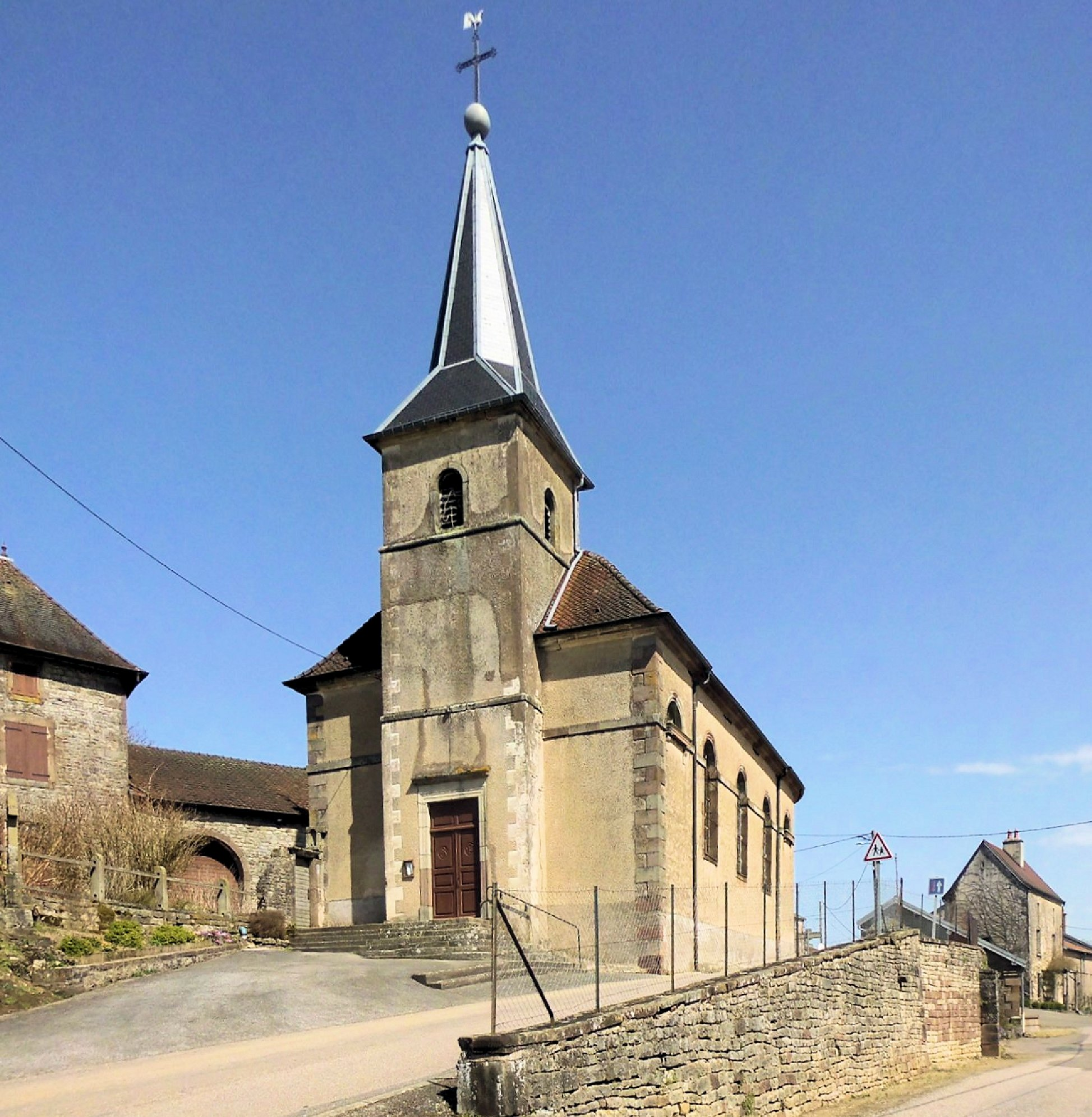
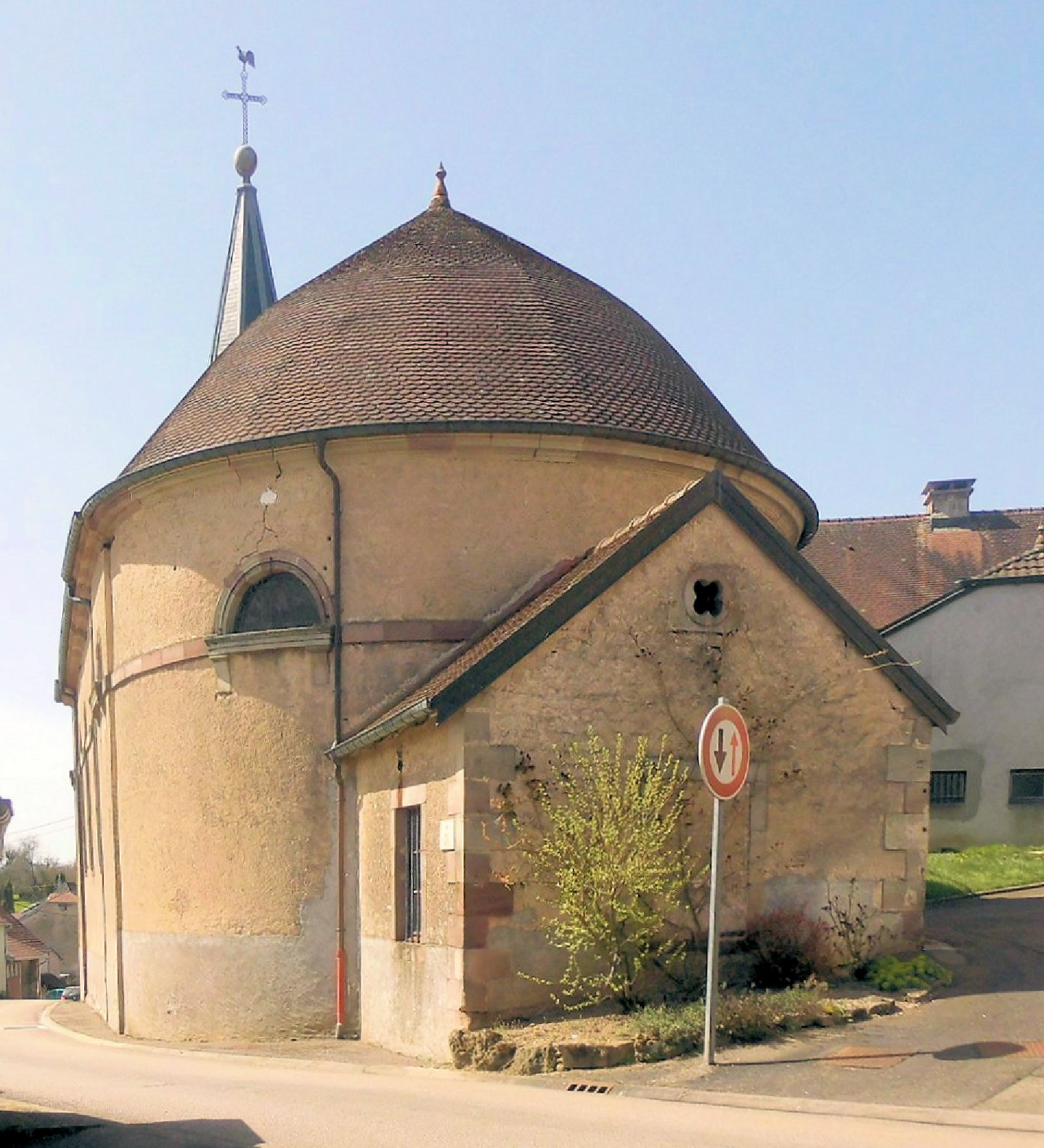
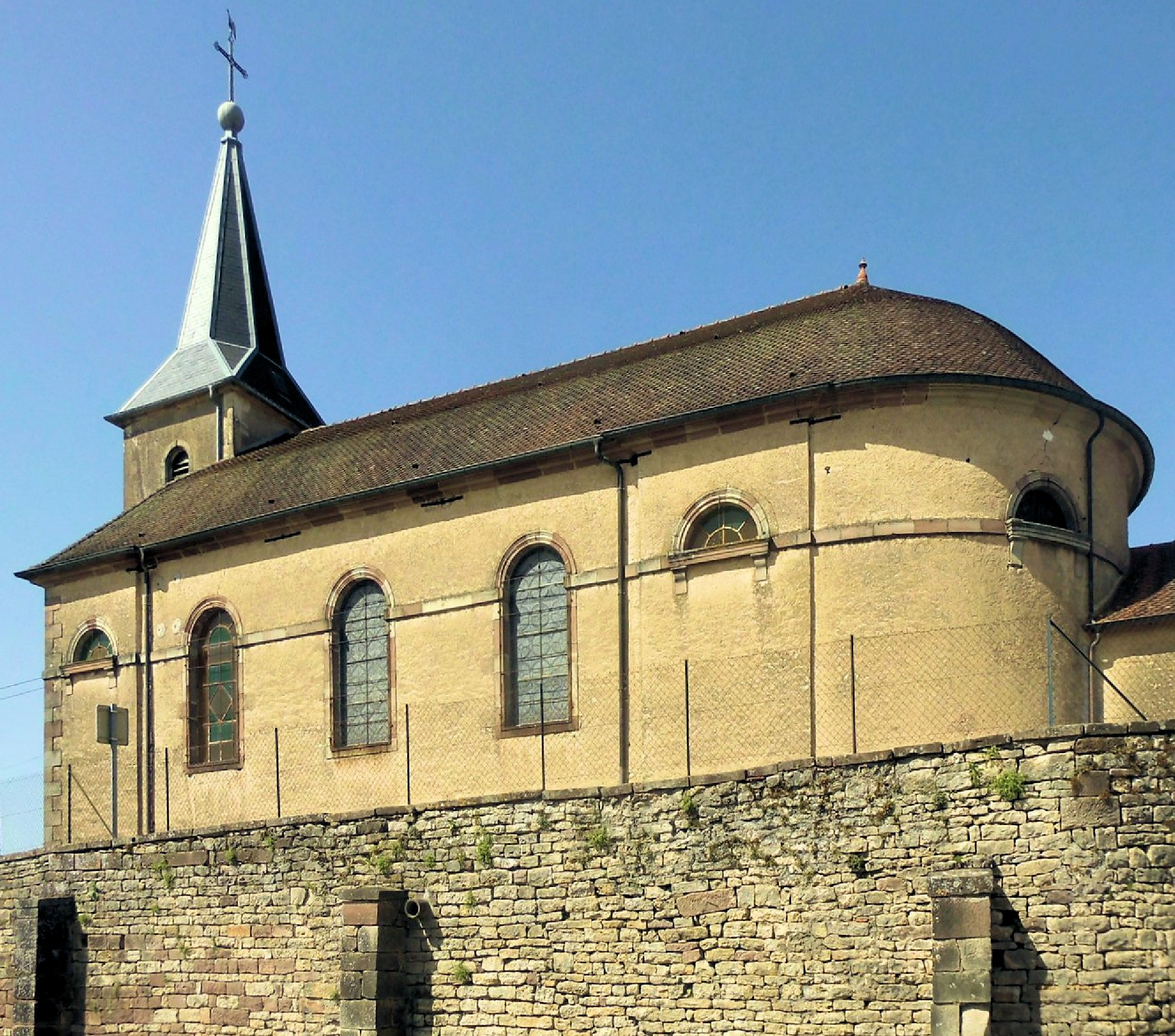

## Wirtschaft und Infrastruktur
Betoncourt-Saint-Pancras ist noch heute ein vorwiegend durch die Landwirtschaft (Ackerbau, Weinbau und Viehzucht) und die Forstwirtschaft geprägtes Dorf. Außerhalb des primären Sektors gibt es nur wenige Arbeitsplätze im Ort. Einige Erwerbstätige sind deshalb Wegpendler, die in den größeren Ortschaften der Umgebung ihrer Arbeit nachgehen.
Die Ortschaft liegt abseits der größeren Durchgangsachsen, ist aber von der Hauptstraße D417, die von Luxeuil-les-Bains nach Bourbonne-les-Bains führt, leicht erreichbar. Weitere Straßenverbindungen bestehen mit Fontenois-la-Ville, Girefontaine und Dampvalley-Saint-Pancras.